# Eumenes aureus
Eumenes aureus är en stekelart som beskrevs av Duane Isely 1917. Eumenes aureus ingår i släktet krukmakargetingar, och familjen Eumenidae. Inga underarter finns listade i Catalogue of Life.